# Oreumenoides
Oreumenoides (лат.) — род одиночных ос (Eumeninae). Юго-Восточная Азия.

## Описание
Осы средних размеров с длинным узким стебельком-петиолем между грудью и брюшком. Основная окраска чёрная со светлыми отметинами. Взрослые самки охотятся на личинок насекомых, которые служат кормом для развития собственных личинок осы. От близких родов отличаются следующими признаками: в переднем крыле престигма короче птеростигмы или равна ей; членик усиков F11 самца короткий, не крючковатый; длина тергита T1 (петиоля) 1,25 × или более длины мезосомы. Средние голени с одной шпорой.

## Классификация
Род был описан в 1961 году для вида Eumenes edwardsi Saussure, 1852, чьим синонимом является таксон Eumenes ischnogasteroides Wickward, 1908. Род включают в состав подсемейства Eumeninae. Близок к Phimenes, у которого престигма длиннее птеростигмы, а членик усиков F11 самца длинный и крючковатый.